# Сидар (Канзас)
Сидар (енгл. Cedar) град је у америчкој савезној држави Канзас.

## Демографија
По попису из 2010. године број становника је 14, што је 12 (-46,2%) становника мање него 2000. године.
| Група             | 2000.       | 2010.       |
| Белци             | 26 (100,0%) | 14 (100,0%) |
| Афроамериканци    | 0 (0,0%)    | 0 (0,0%)    |
| Азијати           | 0 (0,0%)    | 0 (0,0%)    |
| Хиспаноамериканци | 0 (0,0%)    | 0 (0,0%)    |
| Укупно            | 26          | 14          |